# Babenried
Babenried ist ein Gemeindeteil von Landsberied im oberbayerischen Landkreis Fürstenfeldbruck. 
Das Kirchdorf liegt circa 500 Meter nördlich von Landsberied an der Staatsstraße 2054.
Babenried wurde 1148/56 erstmals als „Pabenrieth“ genannt und bedeutet so viel wie die „Rodung des Pabo“. 

## Baudenkmäler
- Katholische Filialkirche St. Johann Baptist, erbaut im 15. Jahrhundert